# Rare Tracks volume 3
Rare Tracks volume 3 is een muziekalbum van Rogue Element. Van Rogue Element, Jerome Ramsey en Brendan Pollard,  zijn maar twee echte muziekalbums beschikbaar, aangezien zij in de marge van de popmuziek spelen. Hun debuut Premonition was ook direct hun laatste album; echter hun als eerste opgenomen album Storm Passage kwam officieel pas in 2010 uit. Gedurende die jaren 1999-2010 zijn er allerlei werken opgenomen, die nooit een release hebben gekend, maar geschikt zijn voor liefhebbers van de elektronische muziek uit de Berlijnse school. Rare Tracks Volume 3 bevat acht titels opgenomen in de tijdspanne 2004-2010 door Rogue Element of Pollard met anderen

## Musici
Zie tracklist

## Tracklist
| Nr. | Titel                                                               | Duur  |
| --- | ------------------------------------------------------------------- | ----- |
| 1.  | Huizen One (Rogue Element; opname september 2004)                   | 6:36  |
| 2.  | Huizen Two (Rogue Element; september 2004)                          | 10:37 |
| 3.  | Lost Echoes (Pollard met Marcus McCarroll;)                         | 10:01 |
| 4.  | Meeting of the Chameleon (Pollard met Malcolm Dixon, november 2008) | 9:56  |
| 5.  | Clickatron (Pollard met Michael Daniel, februari 2009)              | 12:33 |
| 6.  | Singing Beast (Pollard met Michael Daniel, februari 2009)           | 4:32  |
| 7.  | 960 Parallel (Pollard met Michael Daniel, februari 2009)            | 6:56  |
| 8.  | Amber Glow (Pollard met Michael Daniel, juni 2009)                  | 14:29 |